# Česneková silice

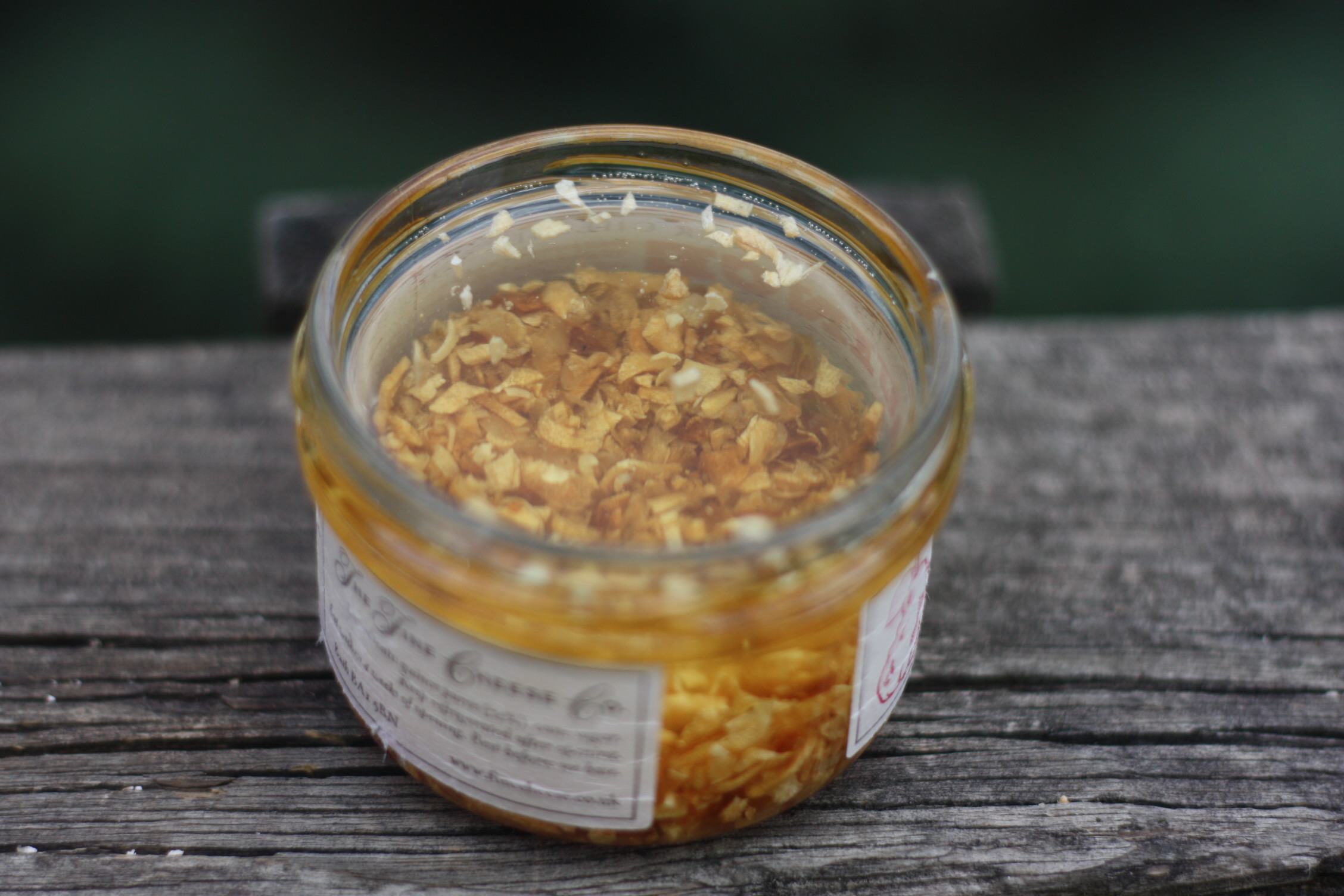
Česnekový olej

Česnekové silice tvoří významnou skupinu látek, obsažených v koření. Jsou kořenící složkou všech druhů rodu allium. Mají podobné vlastnosti jako etérické oleje. Od nich se ale odlišují v jedné důležité vlastnosti. Česnekové silice jsou v rostlině obsaženy ve vázané formě bez chuti a bez vůně.
Typická štiplavá vůně a chuť vzniká až při krájení. Narušením rostlinného pletiva vzniká enzym, který česnekové silice rozkládá. Při tom vzniká typické palčivé aroma. Podobně je tomu i v případě horčičných silic (např. hořčice, křen, řeřicha).
Z toho důvodu lze všechny druhy cibule a česneku skladovat spolu s ostatními potravinami bez obav, že při společném skladování načichnou.